# Sylver

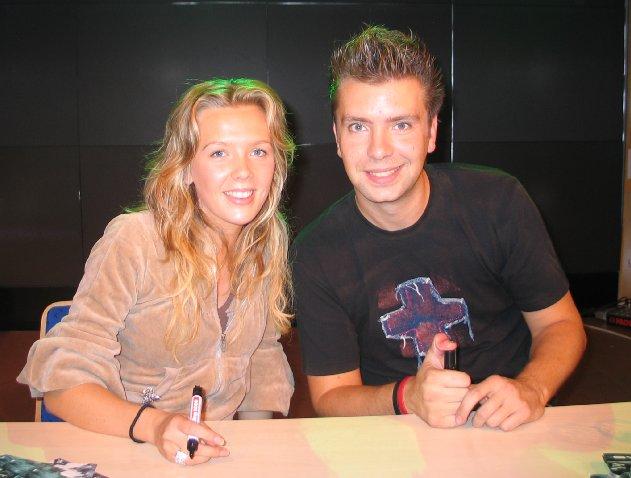
Silvy De Bie and Wout Van Dessel (2004)

A Sylver egy belgiumi trance csapat, legismertebb daluk a Turn The Tide.

## Tagok
- Sylvie De Bie-ének, dalszöveg.
- Wout Van Dessel-billentyű/dalszöveg.
- Regi Penxten (Milk Inc) producer/dalszöveg.

## Történet
Az első sikereket 2000-ben érték el a Turn The Tide című dalukkal, amiről gondolni sem merték volna mekkorra siker lesz. Bemutatkozó albumuk 2001-ben jelent meg Chances címmel, amelyre felkerült a Turn The Tide is. Az album előkelő helyezést ért el a slágerlistákon. Az albumról kimásolt következő dal a Skin volt, ami csak Belgiumban jelent meg.
Soron következő dal a Forever In Love, ami ismét sikerre volt ítélve. Ezt követően még 3 dal került ki a Chances albumról: In Your Eyes, Forgiven, The Smile Has Left Your Eyes (Csak Spanyolországban).
2003-ban jelent meg a következő albumok a Little Things, amelyről Livin My Life volt az első dal, ezt követte Why Worry, ezután a lírai hangvételű Shallow Water következett.
2004-ben jelent meg Nighttime Calls című album, erről az albumról Love Is An Angel és a Make it lett sláger. 2006-ban jelentették meg Crossroads albumot, az első zene erről az albumról egy ABBA feldolgozás volt, a Lay All Your Love On Me. 2007-ben egy Best Of album látott napvilágot, amely tartalmazta a Sylver addigi legnagyobb slágereit. 2 év múlva 2009-ben jelent meg a Sacrifice. Az első dal erre az albumról a One World One Dream volt, amely az Olimpiáról szól. 2010-ben ismét egy Best Of albumot adtak ki, amelyen ismét szerepel első nagyslágerük a Turn The Tide 2010-es verziója. 2011-ben jelent meg a Stop Feeling Sorry című dal. 2012-ben debütált a City Of Angels, amelynek videóklipjét Los Angelesben forgatták.
2013. február 20-án Silvy De Bie távozik a Sylverből.
2016-ban újra egyesül a Sylver.

### Albumok
| Megjelenés | Szám                             | Helyezés | Helyezés | Helyezés | Helyezés |
| Megjelenés | Szám                             | BE       | NL       | DE       | AT       |
| ---------- | -------------------------------- | -------- | -------- | -------- | -------- |
| 2001       | Chances                          | 2        | 91       | 16       | 38       |
| 2003       | Little Things                    | 7        | 99       | 12       | 56       |
| 2004       | Nighttime Calls                  | 23       | -        | 34       | -        |
| 2006       | Crossroads                       | 9        | -        | 39       | -        |
| 2007       | 2001-2007 - The Hit Collection   | -        | -        | -        | -        |
| 2009       | Sacrifice                        | 3        | -        | -        | -        |
| 2010       | Decade - The Very Best Of Sylver | 1        | -        | -        | -        |

### Kislemezek
| Megjelenés | Szám                                                                     | Helyezés | Helyezés | Helyezés | Helyezés | Helyezés |
| Megjelenés | Szám                                                                     | BE       | BDC*     | NL       | DE       | AT       |
| ---------- | ------------------------------------------------------------------------ | -------- | -------- | -------- | -------- | -------- |
| 2000       | „Turn The Tide“ Chances                                                  | 1        | 1        | 15       | 2        | 3        |
| 2001       | „Skin“ (Belgium-Only) Chances                                            | 2        | -        | -        | -        | -        |
| 2001       | „Forever In Love“ Chances                                                | 11       | 6        | 65       | 10       | 27       |
| 2001       | „In Your Eyes“ Chances                                                   | 19       | -        | 53       | 20       | 41       |
| 2001       | „Forgiven“ Chances                                                       | 9        | 12       | 46       | 25       | 52       |
| 2002       | „The Smile Has Left Your Eyes“ (Spain-Only) Chances                      | -        | -        | -        | -        | -        |
| 2003       | „Livin' My Life“ Little Tings                                            | 5        | 7        | 34       | 10       | 40       |
| 2003       | „Why Worry" Little Tings                                                 | 10       | 6        | 49       | 44       | -        |
| 2003       | „Shallow Water“/„Confused“ Little Tings                                  | 20       | -        | -        | 47       | -        |
| 2003       | „Wild Horses“ (Belgium-Only) Little Tings                                | 25       | -        | -        | -        | -        |
| 2004       | „Love Is An Angel“ Nighttime Calls                                       | 4        | 8        | -        | 18       | 53       |
| 2005       | „Make it“ Nighttime Calls                                                | 12       | 15       | -        | 49       | -        |
| 2005       | „Take Me Back“ (Belgium-Only) Nighttime Calls                            | 6        | 13       |          | -        | -        |
| 2006       | „Lay All Your Love On Me“ Crossroads                                     | 5        | -        | -        | 26       | 32       |
| 2006       | „One Night Stand“ (Belgium-Only) Crossroads                              | 24       | 27       | -        | -        | -        |
| 2006       | „Why“ (Belgium-Only) Crossroads                                          | 25       | -        | -        | -        | -        |
| 2007       | "The One" (Germany - Vinyl/Download-Only) 2001-2007 - The Hit Collection | -        | -        | -        | -        | -        |
| 2008       | "One World One Dream" Sacrifice                                          | 21       | -        | -        | -        | -        |
| 2008       | "Rise Again" Sacrifice                                                   | 21       | -        | -        | -        | -        |
| 2009       | "I Hate You Now" Sacrifice                                               | 8        | -        | -        | -        | -        |
| 2009       | "Foreign Affair" Sacrifice                                               | 3        | -        | -        | 77       | -        |
| 2009       | "Music" (with John Miles) Sacrifice                                      | 11       | -        | -        | -        | -        |
| 2010       | "It's My Life" Decade - The Very Best Of Sylver                          | 20       | 24       | -        | -        | -        |
| 2010       | "Turn The Tide 2010" Unknown                                             | 16       | 19       | -        | -        | -        |